# Luvwa
La Luvwa ou Luvua est une rivière de la République démocratique du Congo et un sous-affluent du Congo par la Lualaba. 

## Géographie
Elle coule depuis le lac Moero jusqu'au Lualaba, nom du cours supérieur du fleuve Congo.